# Disulfure de diphényle
Le disulfure de diphényle est un composé chimique de formule C6H5–S–S–C6H5, souvent abrégée Ph2S2. Il se présente sous la forme d'un solide cristallisé incolore.
C'est l'un des principaux disulfures organiques utilisés en synthèse organique. Une légère contamination au thiophénol C6H5SH est responsable de l'odeur désagréable associée injustement à cette molécule.
On prépare le disulfure de diphényle généralement par oxydation du thiophénol C6H5SH :
2 C6H5SH + I2 → C6H5–S–S–C6H5 + 2 HI.
On peut également utiliser du peroxyde d'hydrogène H2O2 comme oxydant. Il est rare qu'on prépare Ph2S2 au laboratoire car il est très bon marché et l'odeur du thiophénol est désagréable.
Comme la plupart des disulfures, le pont disulfure C–S–S–C n'est pas coplanaire, avec un angle dièdre voisin de 85°.